# Nicolás Vigneri
Nicolás Vigneri (Montevideo, Uruguay, 6 de julio de 1983) es un exfutbolista uruguayo que jugaba en la posición de delantero o extremo. Actualmente es entrenador del Rentistas de la Segunda División de Uruguay.

## Trayectoria
Empezó su carrera en el Fénix de Uruguay en 2003 teniendo destacado desempeño, consagrándose campeón de la Liguilla Pre-Libertadores de América 2003, jugando la Copa Libertadores de América 2003 y 2004 con el equipo de Capurro, formando parte del equipo que goleo en partido histórico al Cruz Azul mexicano por 6-1 el 5/3/03 y anotado un gol vs Unión Atlético Maracaibo el 03/03/04. En 2006 Fénix desciende a 2.ª división y ficha por Peñarol donde jugó muchos partidos, siendo unas de las figuras del equipo y anotando bastantes goles entre ellos en la victoria clásica 4-1 el 26 de noviembre de 2006.
Luego pasó al Cruz Azul de México, debutando en la Interliga 2008 ante San Luis, en su segundo partido anotó el gol del triunfo ante Pumas de la UNAM, en la final del Interliga dio el pase para el primer gol de la Cruz Azul; aunque al final América ganó en penales.
Vigneri debutó oficialmente en la Primera División de México en la 1.ª jornada del Clausura 2008 en el empate 1-1 frente a Santos Laguna.Llegando el equipo a la final del torneo, En la ida de la final ante Santos anotó de cabeza el 1 a 0 parcial de su equipo. Continuó en el equipo en el apertura, en la fecha 1 del apertura 2008 ante Club Guadalajara anota un gol, y en la siguiente fecha anota otro gol para la victoria 4-2 sobre Atlas de Guadalajara. También le anota a Club de Fútbol Monterrey en la victoria 3 a 2 y a Tigres UANL de visita. Llegando el equipo nuevamente a la final vs Deportivo Toluca perdiendo en tandas de penaltis.
En la Liga de Campeones de la CONCACAF anotó un doblete contra el Hankook Verdes de Guatemala como visitante y un gol vs Dallas usa.
Participó en el Trofeo Teresa Herrera del año 2008, anotándole un gol en el partido inicial al local Deportivo de la Coruña y un gol de cabeza en el partido por el 3.er puesto frente al Sporting de Gijón en la victoria de su equipo. También convirtió dos goles en el Clásico Joven vs América disputado el 19 de julio del 2008 en San Diego, California, donde uno de los goles fue un verdadero golazo de taco a Guillermo Ochoa.  
En enero de 2009, el 50% de su pase fue adquirido por Racing Club donde estuvo durante 6 meses jugando pocos partidos acepta retornar a México.
El 24 de julio de 2009, Vigneri llegó a un acuerdo para defender la casaca del club Puebla FC. Teniendo un buen rendimiento, con 4 goles ayudó a su equipo jugar la liguilla.
El 2010 Vigneri tuvo su paso por Europa, el 29 de enero se unió al Xerez CD de la máxima categoría de España. En este club no tuvo muchas oportunidades debido a que el entrenador no lo tenía en cuenta por diferencias en la negociación del fichaje, volviendo al Fénix en el mercado de verano de 2010, debutó en el campeonato con gol ante su exequipo Peñarol. Luego también anotaría frente a Wanderers, Cerro y Defensor Sporting.
El 2011 pasó al Club Nacional de Football de su país, por pedido del D.T. Juan Ramón Carrasco , formando parte del equipo que se coronó campeón del Campeonato Uruguayo de Fútbol 2010-11.
A mediados del 2011 lo contrata Emelec de Ecuador, donde en su debut anotó, finalmente en ese semestre mostró un buen nivel, hizo 7 goles (1 en Copa Sudamericana y 6 en Campeonato Nacional) y fue subcampeón de la Serie A de Ecuador. En sú segunda parte logra con el equipo su pase a octavos de final de la Copa Libertadores de América 2012, luego tuvo menos oportunidades permaneciendo en el club hasta mediados del año 2012.
Para la temporada 2012-13 regresa al Centro Atlético Fénix donde le convirtió un gol a su ex equipo el Club Nacional de Football. el 29 de julio del 2013 es contratado por el Deportivo Quevedo equipo de la Serie A del fútbol ecuatoriano para luchar por la permanencia, el 3 de agosto ya debuta con su nuevo equipo. En enero de 2014 llega a Perú donde es contratado por Los Caimanes de la Primera División del Perú. En junio de 2014, Vigneri pasa a jugar en Rampla Juniors de la Primera División de Uruguay.
El 16 de enero de 2015 es contratado por Persib Bandung de indonesia, por dificultad de adaptación al país regresa a Uruguay. El 5 de febrero de 2015 firma por el Huracán Football Club (Paso de la Arena) Segunda División Profesional donde firma un buen rendimiento con 5 anotaciones. El 1 de julio de 2015 regresa al fútbol mexicano al Murciélagos FC de la  Liga de Ascenso de México, el 18 agosto firma su primer gol vs  Club Atlas. Logra ser un jugador importante de buen nivel jugando muchos encuentros y marcando goles ayudando al equipo  calificando a la liguilla del torneo apertura 2015 de la  Liga de Ascenso de México. En 2016 continua en Murciélagos FC siendo la figura del equipo, anotando goles vs FC Juárez, Atlético San Luis,  Club Zacatepec . El 18 de julio de 2016 es contratado por el  Club Sport Cartaginés de la Primera División de Costa Rica, el 27 de julio ya juega de inicio vs Deportivo Saprissa, el 10 de agosto convierte su primer gol vs Municipal Liberia en el triunfo 2-3 de su equipo.
El 1 de enero de 2017 es fichado nuevamente por Murciélagos FC del Ascenso MX, marcándole a  Club Celaya a Cafetaleros de Tapachula, Leones Negros de la Universidad de Guadalajara , Correcaminos de la UAT.
El 10 de nov. de 2017 juega su último juego con Murciélagos FC frente al Atlante FC.
En 2018 firma nuevamente por Fénix el club que lo vio nacer para disputar el campeonato Uruguayo de futbol, con el objetivo de que el club de sus amores permanezca en Primera. Consiguiendo cuatro goles (Danubio , Cerro, Montevideo Wanderers) fue parte importante para que el club de barrio Capurro permanezca en primera.
En 2019 y luego de su anhelado regreso Fénix el entrenador Juan Ramón Carrasco le comunicó que no contaría con sus servicios, de esta manera Vigneri firma con el club Villa Teresa de la Segunda División de Uruguay donde es figura del equipo y goleador con ocho tantos.
En 2020 y en plena pandemia por el COVID-19 decide jugar por el club de su barrio Uruguay Montevideo FC del Pueblo Victoria de la Primera División Amateur. donde es campeón y consigue el ascenso al futbol profesional luego de catorce años.
El 23 de junio de 2021 se retiró del futbol en Uruguay Montevideo para quedar como entrenador de este mismo.

## Selección nacional
Debuta en la Selección uruguaya mayor el 24/07/03 con 20 años vs Perú en el amistoso internacional en el Estadio Nacional de Lima anotando el 4.º gol de Uruguay para la victoria celeste 4 x 3.
Internacional en Torneo Preolímpico Sudamericano Sub-23 de 2004 con un gol a Brasil el 15/1/04.
Jugó 11 partidos con la Selección uruguaya mayor entre los años 2003 y 2007 anotando 3 goles, vs. Libia en Copa LG 2006 de tijera, Euskadi el 27/12/03 en San Mames, Bilbao y Perú en su debut.

## Estadísticas

### Clubes
| Club                 | País       | Año       | Partidos | Goles | Media goleadora |
| -------------------- | ---------- | --------- | -------- | ----- | --------------- |
| Fénix                | Uruguay    | 2003-2006 | 102      | 37    | 0,28            |
| Peñarol              | Uruguay    | 2006-2008 | 61       | 20    | 0,31            |
| Cruz Azul (préstamo) | México     | 2008      | 33       | 11    | 0,12            |
| Racing Club          | Argentina  | 2009      | 8        | 0     | 0,00            |
| Puebla               | México     | 2009-2010 | 17       | 7     | 0,23            |
| Jerez FC (préstamo)  | España     | 2010      | 0        | 0     | 0,00            |
| Fénix                | Uruguay    | 2010-2011 | 13       | 4     | 0,30            |
| Nacional             | Uruguay    | 2011      | 7        | 0     | 0,00            |
| Emelec (préstamo)    | Ecuador    | 2011-2012 | 21       | 9     | 0,23            |
| Fénix                | Uruguay    | 2012-2013 | 13       | 1     | 0,07            |
| Deportivo Quevedo    | Ecuador    | 2013-2014 | 15       | 0     | 0,00            |
| Los Caimanes         | Perú       | 2014      | 7        | 0     | 0,00            |
| Rampla Juniors       | Uruguay    | 2014-2015 | 8        | 0     | 0,00            |
| Huracán Fútbol Club  | Uruguay    | 2015      | 13       | 5     | 0,38            |
| Murciélagos          | México     | 2015-2016 | 35       | 9     | 0,17            |
| Cartaginés           | Costa Rica | 2016      | 8        | 1     | 0,12            |
| Murciélagos          | México     | 2017-2018 | 19       | 6     | 0,23            |
| Fénix                | Uruguay    | 2018      | 14       | 4     | 0,28            |
| Villa Teresa         | Uruguay    | 2019      | 17       | 8     | 0,47            |
| Uruguay Montevideo   | Uruguay    | 2020-2021 | 5        | 4     | 0,8             |
| Total                |            |           | 412      | 111   | 0,27            |

| Club               | País    | Año       | PJ  | PG | PE | PP | GF  | GC  | Dif. | Efectividad |
| ------------------ | ------- | --------- | --- | -- | -- | -- | --- | --- | ---- | ----------- |
| Uruguay Montevideo | Uruguay | 2021-2022 | 51  | 22 | 10 | 19 | 63  | 58  | +5   | 49.68%      |
| Plaza Colonia      | Uruguay | 2023      | 15  | 4  | 4  | 7  | 15  | 25  | -10  | 35.56%      |
| Rampla Jrs         | Uruguay | 2023-2024 | 17  | 8  | 6  | 3  | 28  | 13  | +15  | 58.82%      |
| Fénix              | Uruguay | 2024      | 31  | 10 | 5  | 16 | 29  | 43  | -14  | 37.64%      |
| Rentistas          | Uruguay | 2025-Act. | 15  | 7  | 5  | 3  | 22  | 16  | +6   | 57.78%      |
| Total              | Total   | Total     | 129 | 51 | 30 | 48 | 157 | 155 | +2   | 47.28%      |

## Palmarés

### Como futbolista
| Título                    | Club               | País    | Año     |
| ------------------------- | ------------------ | ------- | ------- |
| Liguilla Pre-Libertadores | Fénix              | Uruguay | 2003    |
| Campeonato Uruguayo       | Nacional           | Uruguay | 2010-11 |
| Primera División Amateur  | Uruguay Montevideo | Uruguay | 2020    |

### Como entrenador
| Título                    | Club       | País    | Año  |
| ------------------------- | ---------- | ------- | ---- |
| Ascenso Liga AUF Uruguaya | Rampla Jrs | Uruguay | 2023 |